# Henri Ramière

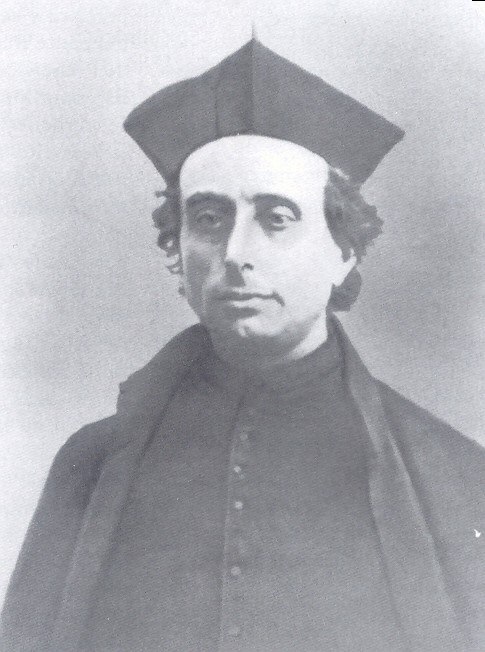
Henri Ramière

Henri Ramière (Castres, 10 luglio 1821 – Tolosa, 3 gennaio 1884) è stato un gesuita francese, propagatore della devozione al Sacro Cuore di Gesù, pubblicò l'Abandon à la providence divine (L'Abbandono alla divina Provvidenza), un piccolo libro di spiritualità attribuito a Jean-Pierre de Caussade.

## Biografia
Dopo aver studiato nei collegi gesuiti di Pasajes e Friburgo, nel 1839 entrò nella Compagnia di Gesù e nel 1847 venne ordinato sacerdote. 
Fu professore di filosofia allo Stonyhurst College e di teologia presso il seminario di Vals-près-le-Puy: nel 1861 fondò la rivista Messaggero del Sacro Cuore attraverso il quale promosse la diffusione dell'Apostolato della preghiera, ideato dal suo confratello François-Xavier Gautrelet.
Fu avversario di Giovanni Maria Cornoldi nella polemica tra atomismo e ilemorfismo.
Partecipò al concilio Vaticano I come teologo e consultore del vescovo di Beauvais; tra il 1871 e il 1875 fu direttore aggiunto della rivista Études, a Lione.
Fu professore di diritto naturale e teologia presso l'Institut catholique di Tolosa.